# Фирузабад (Фарс)
Фирузабад (персијски: فيروزاباد такође романизован као Fīrūzābād; средњеперсијски: Гор или Ардашир-Хварах, дословно „Слава Ардашира“; такође Шахр-е Гур شهر گور)  је град и главни град округа Фирузабад, провинција Фарс , Иран. На попису становништва из 2006. године, његово становништво је износило 58.210 становника, у 12.888 породица. Фирузабад се налази јужно од Шираза. Град је окружен зидом од блата и јарком.
Првобитни древни град Гор, који датира из периода Ахеменида, уништио је Александар Велики. Вековима касније, Ардашир I, оснивач Сасанидског царства, оживео је град пре него што је опустошен и разрушен током инвазије арапских муслимана у седмом веку. Бујиди су га поново оживели, али је на крају напуштен за време владавине династије Каџара и замењен је оближњим градом, који је данас Фирузабад.

## Клима
Фирузабад има врућу полу-суву климу (Кепенова класификација климе: Бш).
| Клима Firuzabad            | Клима Firuzabad | Клима Firuzabad | Клима Firuzabad | Клима Firuzabad | Клима Firuzabad | Клима Firuzabad | Клима Firuzabad | Клима Firuzabad | Клима Firuzabad | Клима Firuzabad | Клима Firuzabad | Клима Firuzabad | Клима Firuzabad |
| Показатељ \ Месец          | .Јан.           | .Феб.           | .Мар.           | .Апр.           | .Мај.           | .Јун.           | .Јул.           | .Авг.           | .Сеп.           | .Окт.           | .Нов.           | .Дец.           | .Год.           |
| -------------------------- | --------------- | --------------- | --------------- | --------------- | --------------- | --------------- | --------------- | --------------- | --------------- | --------------- | --------------- | --------------- | --------------- |
| Максимум, °C (°F)          | 13,6 (56,5)     | 15,0 (59)       | 19,3 (66,7)     | 22,5 (72,5)     | 29,6 (85,3)     | 34,2 (93,6)     | 36,7 (98,1)     | 36,6 (97,9)     | 33,9 (93)       | 29,0 (84,2)     | 22,4 (72,3)     | 16,9 (62,4)     | 25,81 (78,46)   |
| Просек, °C (°F)            | 7,8 (46)        | 9,0 (48,2)      | 12,4 (54,3)     | 15,6 (60,1)     | 21,8 (71,2)     | 26,0 (78,8)     | 29,0 (84,2)     | 28,8 (83,8)     | 25,7 (78,3)     | 20,8 (69,4)     | 15,0 (59)       | 10,7 (51,3)     | 18,55 (65,38)   |
| Минимум, °C (°F)           | 2,0 (35,6)      | 3,0 (37,4)      | 5,6 (42,1)      | 8,8 (47,8)      | 14,1 (57,4)     | 17,8 (64)       | 21,4 (70,5)     | 21,0 (69,8)     | 17,5 (63,5)     | 12,8 (55)       | 7,7 (45,9)      | 4,5 (40,1)      | 11,35 (52,42)   |
| Количина падавина, mm (in) | 72 (2,83)       | 55 (2,17)       | 35 (1,38)       | 25 (0,98)       | 1 (0,04)        | 0 (0)           | 1 (0,04)        | 0 (0)           | 0 (0)           | 7 (0,28)        | 24 (0,94)       | 48 (1,89)       | 268 (10,55)     |
| Извор: Climate-data.org    |                 |                 |                 |                 |                 |                 |                 |                 |                 |                 |                 |                 |                 |

## Историја
Гор потиче из ахеменидског доба. Био је смештен у нижем пределу региона, па је, током своје инвазије на Персију, Александар Велики успео да поплави град усмеравајући ток реке ка њему. Језеро које је створио остало је све док Ардашир I није саградио тунел за одвод. На овом месту основао је свој нови главни град.
Ардаширов нови град био је познат као Хор Ардашир, Ардашир Хура и Гор. Имао је кружни облик толико прецизан у мерењу да је персијски историчар Ибн Балхи написао да је био „осмишљен помоћу компаса“. Био је заштићен ровом ширине 50 метара, а пречника 2 километра. Град је имао четири капије; на северу су била врата Хормозда, на југу врата Ардашира, на истоку врата Митре и на западу врата Вахрама. Везивни материјал за изградњу краљевске престонице изграђен је у средишту круга у радијусу од 450 м. У центру града налазила се узвишена платформа или кула, звана Тербал. Била је висока 30 м и спиралног облика. Облик је јединствен у Ирану, а постоји неколико теорија у вези са сврхом његове изградње. Сматра се да је то био архитектонски претходник Велике џамије у Самари у Ираку и њених препознатљивих минарета, малвија. У сасанидском периоду скраћеница АРТ (у натписном на пахлавију) коришћена је као потпис ковнице која се односи на Гор.
Гор и Истахр су се снажно  опирали инвазији арапских муслимана 630-их и 640-их; освојио их је Абдалах ибн Амр 649–50.
Град је поново добио на значају за време владавине Адуда ел Дауле из династије Бујида, који је град често користио као своју резиденцију. У то време је старо име града, Гор, напуштено је у корист новог. У новоперсијском језику, у тадашњем говору, реч Гор (گور) добила је значење „гроб“. Краљу Адуду ел Давли је, како прича каже, било неукусно да борави у „гробу“. По његовом упутству, име града је промењено у Пероз-абад, „Град победе“. Од тада је град познат по варијацијама тог имена, укључујући Фирузабад (فیروزاباد Фирузабад). Међутим, постоји арапско-сасанидски новчић из 7. века из Ардашир Хваре током периода Омејада у коме се као ковница новца спомиње пјлвџ'б'д (пахлави; Перозабад).
Град је на крају напуштен за време владавине династије Каџара, а оближње насеље у његовом суседству остало је насељено, и то је данас модерни Фирузабад који се налази 3 км источно од места Гор. Данас су међу атракцијама Фирузабада сасанидски Галех дохтар, палата Ардешир као и храм ватре и оближњи Минар.

## Више образовање
Град има пет универзитета: Фирузабад Универзитет високог образовања, Исламски универзитет Азад, филијала Фирузабад; Универзитет Пајаме Нур Универзитет, центар Фирузабад; огранак Техничког и стручног универзитета; и огранак Универзитета примењених наука и технологије.